# Hinnerups kommun
Hinnerups kommun var till 31 december 2006 en kommun i Århus amt, Danmark. Kommunen hade 11 647 invånare (2003) och en yta på 76,26 km². Hinnerup var kommunens huvudort. Numera ingår kommunen i Favrskovs kommun och Region Mittjylland.